# Talk About Our Love
"Talk About Our Love" är en låt framförd av den amerikanska R&B-sångerskan Brandy, tagen från hennes fjärde studioalbum Afrodisiac (2004). Låten skrevs och komponerades av hiphop-artisten Kanye West som också medverkar som gästartist.
"Talk About Our Love" blev Brandys första samarbete med West och inkluderades inte på Afrodisiac förrän sent i produktionen av skivan. Den är uppbyggd av handklappningar och stråkinstrument och samplar Mandrills "Gilly Hines" från 1978 som skrevs av bandmedlemmarna Claude Cave II, Carlos, Louis och Ricardo Wilson. Låten handlar om en kärleksrelation där utomstående lägger sig i. I och med utgivningen den 4 maj 2004, ersatte den Timbalands "Black Pepper" som huvudsingeln från Brandys album. "Talk About Our Love" mottog mestadels positiv kritik från recensenter men blev aldrig en lika stor framgång som Brandys tidigare musiksinglar. Den bästa listpositionen blev i Storbritannien där den blev hennes femte topp-tio hit. Singeln blev en topp-fyrtio notering i Australien, Irland och Nederländerna. I sångerskans hemland nådde den plats 36 på Billboard Hot 100 och en 16 plats på R&B-listan Hot R&B/Hip-Hop Songs.
En medföljande musikvideo till "Talk About Our Love" regisserades av Dave Meyers och baserades på Kanye Wests idéer. Den porträtterar Brandy och rapparen som ett par som regelbundet blir störda av nyfikna vänner, släktingar och grannar som dyker upp oinbjudna i parets hus. Vid 2004 års MTV Video Music Awards nominerades den i kategorin "Best R&B Video", men vann inte. Låten mottog även utmärkelsen "Best Collaboration" vid 2004 års MOBO Awards.

## Bakgrund och produktion
"Talk About Our Love" är en retro-inspirerad samtida R&B-låt i midtempo som pågår i tre minuter och trettiosex sekunder. Låten innehåller handklappningar, stråkinstrument och en röstsampling förvrängd av Auto-Tune. Låtens stråkinstrument kommer från violinisten Miri Ben-Ari medan retrosamplingen tagits från Mandrills "Gilly Hines" (1978), skriven Carlos, Louis och Ricardo Wilson. Texten till "Talk About Our Love" skrevs av Claude Cave II, Harold Lilly och Kanye West som också komponerade den. Låten skapades inte förrän sent under produktionen av Afrodisiac och blev en av två låtar som lades till timmar innan innehållsförteckningen färdigställdes. Trots att Brandy ansåg albumprojektet vara klart under sista kvartalet av 2003 uppmuntrades sångerskan av Geroid "Gee" Roberson att istället fortsätta spela in låtar tillsammans med hiphop-artisten Kanye West. I en intervju med iVillage Entertainment sade hon; "en av chefsproducenterna på skivan är en av Kanyes managers så det var på det viset vi träffades. Han [West] sa att han alltid hade velat jobba med mig och efter hans framgångar har jag också velat jobba med honom. När vi var tillsammans i inspelningsstudion tänkte jag; 'Wow vår kemi är riktigt bra. Den är magisk.' Kanye är väldigt passionerad i låten och det är jag också. Den blev jättebra!"
"Jag tycker att han är jättebra. Jag är glad att jag jobbade med honom men den riktiga magin är med Timbaland som skapade hela skivan. På min nya singel, "Afrodisiac" kan man höra magin mellan mig och honom." 

Brandy som jämförde låten med "You Don't Know My Name", framförd av Alicia Keys, beskrev "Talk About Our Love" som att "vara i en relation där man är så djupt förälskad att alla försöker lägga sig i. Alla ska ha en åsikt om vad man gör och varför man gör det och jag tror att alla i en relation upplever sånt. Folk som talar om ens lycka. Det är vad låten handlar om." I låtens början använder Brandy sina karaktäristiska djupa toner och sjunger "What ya hear this time/Go on and speak ya mind/I know somebody's lying". Hon fortsätter att sjunga till sin pojkvän; "It's always somethin/Her auntie told your cousin/Then all your homies jumped in/And now the whole hoods buzzin". I refrängen sjunger sångerskan verserna; "The more they talk about our love/The more they make it obvious/The more they seem so envious/How can they talk about our love/When they don't know one thing about us/Instead they just runnin they mouth/So all we do is tune them out". Om slutprodukten sa Brandy; "Vi samarbetade och kom fram till en bra melodi". "Talk About Our Love" valdes ut som huvudsingeln från Afrodisiac och ersatte därmed Timbalands låt "Black Pepper" som hade beskrivits som en "tung, baskraftig, klubblåt". Detta fick den senare producenten att vid utgivningen av "Talk About Our Love" ta avstånd från Afrodisiac. Innan konflikten med Timbaland fanns även planer på att ge ut låten "La La Land", producerad av Dr. Dre som huvudsingeln från skivan.
Den 26 mars 2004, hade "Talk About Our Love" världspremiär via America Online:s plattform Music's First Listen. Där streamades låten över 4,6 miljoner gånger under en period på två månader. Den 28 mars läckte hela låten ut på internet. "Talk About Our Love" skickades till radio tidigt under april månad medan CD och Maxi singlar gavs ut i Australien och USA den 27 april 2004. Singlarna innehöll en omarbetad version av den Timbaland-komponerade marknadsföringssingeln "Turn It Up". I andra regioner gavs den Mike City-komponerade låten "Like It Was Yesterday" ut som skivans b-sida. Den 13 juli 2004, gavs dansremixer ut av låten.

## Musikvideo

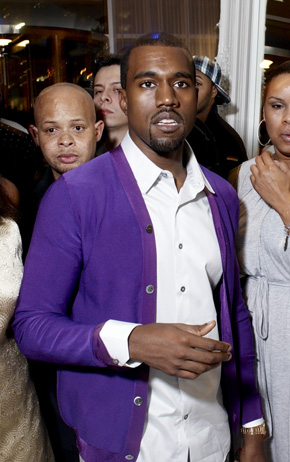
Musikvideons handling skapades av West.

Musikvideon till "Talk About Our Love" filmades i Los Angeles den 6 och 7 mars 2004, och producerades av Rick Revel för Radical Media Inc. Det var Brandys tredje musikvideo att regisseras av Dave Meyers som tidigare hade jobbat med Brandy på "Another Day In Paradise" (2001) och "What About Us?" (2002). Kanye West, som också kom med idéer på videons handling, medverkar som gästskådespelare. Brandys yngre bror, artisten Ray J, medverkar även i några scener.
Videons handling baserades på Brandys personliga upplevelser och fortsatte i samma riktning som låttexten med nyfikna vänner och grannar som i tid och otid dök upp i hennes hus för att sedan kunna skvallra om deras relation. Videon börjar med ett speciellt intro som skapades bara för videon. I den första scenen syns Brandy konfrontera West som står på andra sidan köksbordet. Människor poppar in och ut ur huset för att se vad som händer. Kameran följer West som flyr ut ur rummet och visar klipp på Brandy som följer efter honom. I nästa sekvens står paret i ett stort vardagsrum och Brandy utför en dansrutin med bakgrundsdansare innan oinbjudna människor dyker upp i rummet. West följer efter Brandy som irriterat går upp på övervåningen och in i vardagsrummet. Rapparen sätter sig på sängkanten bredvid sångerskan och framför sin del på låten. Efter att folk även dyker upp i detta rum bestämmer sig paret för att fly ut ur huset. Videon slutar med scener på Brandy och West som åker iväg i ett veteranfordon.
Musikvideon hade premiär den 2 maj 2004, efter sista avsnittet av Making the Video på kanalen MTV. Den debuterade på nätverkets Total Request Live den 10 maj och på MuchMusic i Kanada den 16 maj. Videon nådde plats 3 på TRL:s videolista. Tretton dagar senare föll videon ur listan. Under en kort tid var videon till "Talk About Our Love" den mest spelade på BET och nådde plats 2 på kanalens videolista. PopMatters rankade videon som en av de bästa 2004. Vid 2004 års MTV Video Music Awards var Brandy och West nominerad i kategorin "Best R&B Video" men förlorade utmärkelsen till Alicia Keys och hennes R&B-etta "If I Ain't Got You".

## Medias mottagande
"Talk About Our Love" genererade mestadels positiv kritik från recensenter. I sin recension av Afrodisiac sa Andy Kellman från AllMusic; "huvudsingeln "Talk About Our Love" är till och med ännu mer fantastisk än en annan Kanye West-producerad singel, Janet Jacksons "I Want You", och är en karriärstopp för både producenten och sångaren." Michael Paoletta från Billboard jämförde låten med en annan låt av West och skrev; "Nu armerad med en ny singel låter Brandy mer vuxnare och självsäker (hej Mary J. Blige). Vid tidpunkter låter Kanye Wests produktion som en bortirrad låt av Shalamar. På sätt och vis påminner den också om Alicia Keys "You Don't Know My Name" som West också skapade. Låten blandar instrumentation från disco-eran och electro-influerad hiphop." Ola Andersson, skribent för Dagensskiva var inte lika positiv till låten utan lyfte istället fram de Timbaland-komponerade albumspåren; "Hur sjuttiotalsglänsande stråkarna i Talk About Our Love än är och hur mycket ATL-funk som ryms i balladen Necessary går det inte att komma ifrån att Kanye, Organized Noize och de andra bara är statister i den här uppsättningen." Han fortsatte; "De riktiga huvudpersonerna är några andra. Brandy. Och Timbaland."
Vibe Magazine ansåg att "Talk About Our Love" var riktad till Brandys huvudpublik och skrev att "Brandy kommer ut med en 'bangande' Kanye West–producerad singel och den här slagdängan kommer säkert vinna över ännu fler fans som inte varit överförtjusta i hennes tidigare projekt. Akta er Beyonce och Ashanti - Brandy är tillbaka!" BBC Music gav låten tre av fem stjärnor och skrev; "Melodin är trallvänlig och ihågkommlig så du kommer förmodligen humma den men verserna faller med sannolikhet bort. Den kommer förmodligen finnas någonstans i topp-tio. Det är en bra låt men det tar ett par gånger innan man börjar digga."

## Liveframträdanden

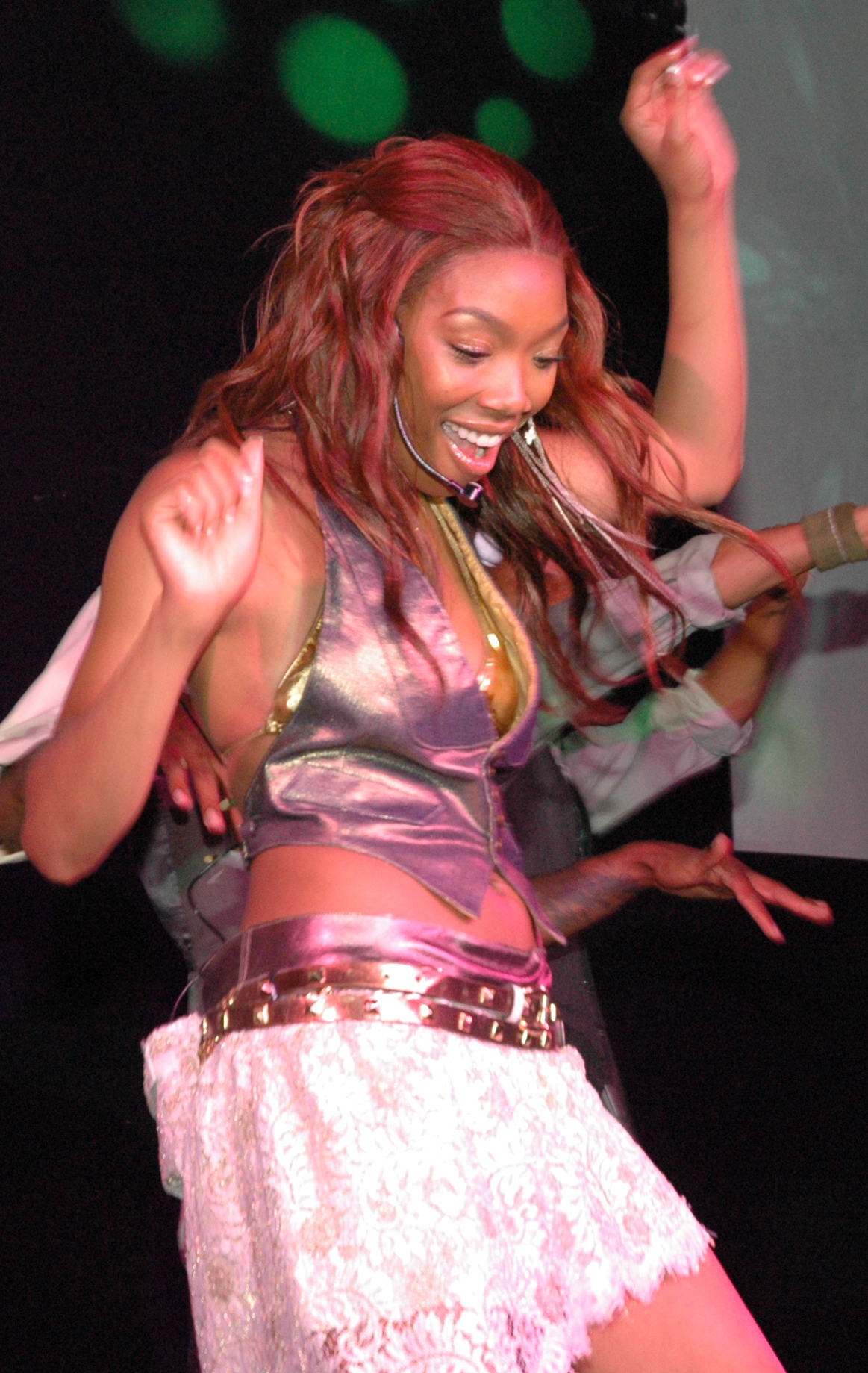
Brandy uppträder på 106 & Park.

Marknadsföring för "Talk About Our Love" började den 23 maj 2004, med en rad av framträdanden i dag- och kvällstids shower. Hon framförde låten live på The Tonight Show with Jay Leno den 13 juli 2004; NBC:s The Today Show, ett uppträdande som var del i Toyota Concert Series den 16 juli 2004 och ABC:s The View den 19 juli 2004. Under juli, 2004, var hon "månadens artist" av LAUNCHcast. Denna marknadsföring inkluderade flera exklusiva intervjuer och uppträdanden samt tävlingar om att vinna videosamtal med Brandy. Samtidigt hade America Online en "First Listen" premiär. Hennes Sessions@AOL debuterade på sidan i juli, 2004. Hon uppträdde även på The Late Show With Craig Kilborn, på 106 & Park:s sommarturné samt On-Air with Ryan Seacrest.
I Europa uppträdde sångerskan bland annat på Top of The Pops och Anke Late Night. I en senare intervju 2012 avslöjade Brandy att "Talk About Our Love" var den låten som hon tyckte minst om att uppträda med. I intervjun förklarade hon; "Alla artister har en sån låt. Som de inte är överförtjusta att sjunga live. "Talk About Our Love" är en sån för mig. Jag vet inte varför, jag tycker bara inte om den."

## Format och innehållsförteckningar
| 1. "Talk About Our Love" (Album Version) 2. "Talk About Our Love" [One Rascal Remix Aka Albert Cabrera Mix] 3. "Like It Was Yesterday" | 1. "Talk About Our Love" (Album Version) 2. "Turn It Up" (Edited Version) |

## Topplistor
| Lista (2004)                         | Topp position |
| ------------------------------------ | ------------- |
| Australian ARIA Singles Chart        | 28            |
| Dutch Singles Chart                  | 25            |
| German Singles Chart                 | 89            |
| Irish Singles Chart                  | 27            |
| Italian Singles Chart                | 36            |
| Swiss Singles Chart                  | 42            |
| UK Singles Chart                     | 6             |
| U.S. Billboard Hot 100               | 36            |
| U.S. Billboard Hot Singles Sales     | 3             |
| U.S. Billboard Hot R&B/Hip-Hop Sales | 1             |
| U.S. Billboard Hot R&B/Hip-Hop Songs | 16            |
| U.S. Billboard Hot Dance Club Play   | 13            |